# Non dormo più
Non dormo più è un singolo del cantautore italiano Giancane, pubblicato il 20 maggio 2019 per l'etichetta Woodworm.

## Video musicale
Il videoclip, diretto da Marcello Saurino, è stato pubblicato il 19 luglio 2019 sul canale YouTube del cantautore e vede la partecipazione di Gianmarco Saurino, Chef Rubio, Roberta Bizzini e Martina Martorano. Al brano partecipa anche Max Pezzali, che canta una breve parte, citando la sua canzone Il grande incubo.

## Tracce
1. Non dormo più – 3:15